# Grigorij Grigor'evič Orlov
Il conte Grigorij Grigor'evič Orlov (in russo Орлов, Григорий Григорьевич?; Mosca, 6 ottobre 1734 – Mosca, 13 aprile 1783) è stato un militare e statista russo, favorito dell'imperatrice Caterina II, che gli concesse il titolo di conte nel 1762.
Era figlio di Grigorij e fratello di Aleksej, Fëdor e di Vladimir.

## Biografia

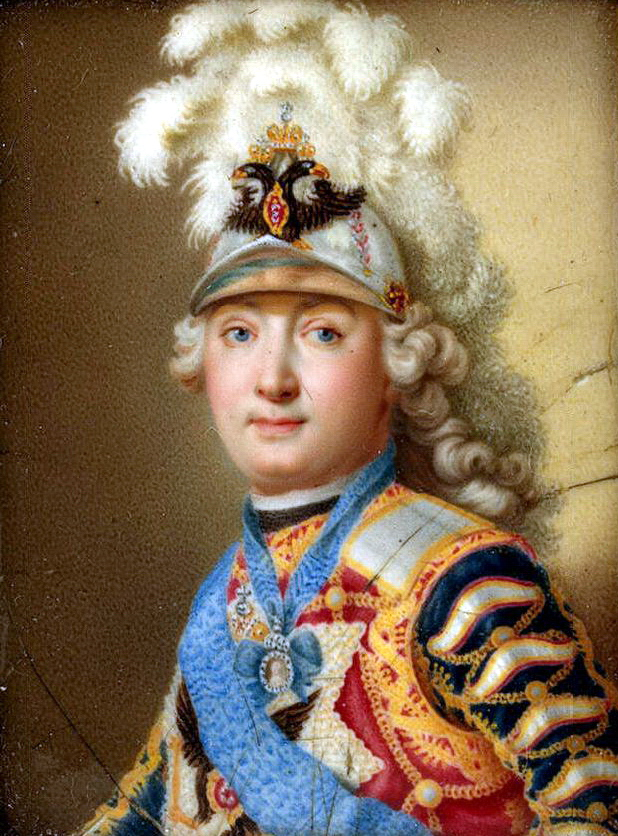
Grigorij Grigor'evič Orlov ritratto con l'uniforme da capitano d'artiglieria, all'epoca del suo incontro con la granduchessa Caterina, in una miniatura d'epoca

Figlio di Gregorij Orlov, governatore di Novgorod, Grigorij Grigor'evič Orlov venne educato nel corpo dei cadetti di San Pietroburgo, dando inizio alla propria carriera militare durante la Guerra dei Sette anni, venendo ferito alla Battaglia di Zorndorf. Mentre era in servizio nella capitale come ufficiale d'artiglieria egli attirò l'attenzione dell'allora granduchessa Caterina Alekseevna, e divenne ben presto il capo della cospirazione che portò alla detronizzazione e poi alla morte del di lei marito, lo zar Pietro III di Russia (1762).
Dopo tale evento Caterina, divenuta zarina, lo elevò al rango di conte e lo rese suo aiutante generale, direttore generale del corpo dei genieri e comandante in capo dell'esercito russo. I due amanti ebbero un figlio Aleksej che nacque nel 1762. Il cognome fu quello di Borbrinskij, derivato dal villaggio di Bobriki dove visse la sua vita, ottenendo quindi il titolo di conti Bobrinskij. L'influenza di Orlov divenne totale sulla corte dopo la scoperta del complotto Chitrovo che mirava ad eliminare l'intera famiglia Orlov; tale fatto indusse Caterina II addirittura a pensare di sposare il proprio favorito per proteggerlo, ma il piano venne vaniticato dall'influente consigliere Nikita Panin.
Orlov non si distinse mai come uomo di stato, ma fu un consigliere più privato durante la prima parte del regno di Caterina. Egli si interessò particolarmente (sia per motivi patriottici che per motivi economici) alla questione del miglioramento delle condizioni dei servi della gleba e della loro parziale emancipazione. Divenuto Presidente della Libera Società Economica, egli fu anche un corrispondente imperiale presso la grande commissione del 1767. Nel 1771 a Mosca affrontò un'epidemia di peste che aveva provocato una rivolta, ristabilendo l'ordine e riportando la città alla normalità.
Egli fu uno dei principali propagandisti dell'idea slavofila di emancipazione dei cristiani dal giogo ottomano. Nell'anno 1771 venne inviato quale ministro plenipotenziario russo alla conferenza di pace di Focșani, ma la sua missione non ebbe il successo sperato, anche a causa dell'ostinazione degli Ottomani ed anche (secondo Panin) per la sua oltraggiosa insolenza. Ritornato senza il permesso alla sua residenza del Palazzo di Marmo, si trovò rimpiazzato a corte da un nuovo favorito dell'imperatrice, il giovane Grigorij Potëmkin.
Intenzionato a riottenere l'amore da Caterina, Grigorij si presentò a lei con uno dei più grandi diamanti esistenti ancora oggi al mondo, da allora conosciuto con il nome di Diamante Orlov. Nonostante ciò Orlov non riuscì a ottenere tutta l'influenza avuta in precedenza a corte e fu all'estero per diversi anni. Tornato in Russia, morì dopo pochi mesi a Mosca nel 1783. Durante gli ultimi anni aveva sposato sua cugina di primo grado, Ekaterina Zinov'eva, ma questo matrimonio non aveva prodotto figli.
Fu membro della Massoneria.

## La reggia di Gatčina

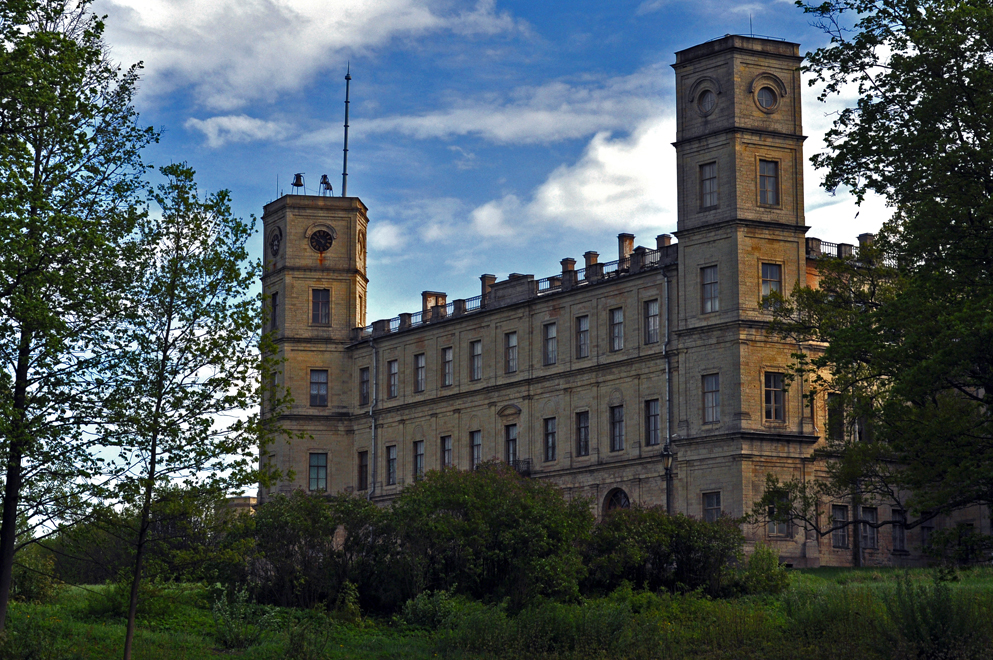
La reggia di Gatčina

Grigorij Orlov fu tra le altre cose il fondatore del palazzo di Gatčina, il progetto architettonico principale della sua vita, migliore espressione dell'età del suo potere alla corte russa. Il terreno per la realizzazione del maniero e del conseguente parco, gli venne donato nel 1765 dalla zarina Caterina II e dal 30 maggio 1766 il giovane conte diede il via alla costruzione dell'edificio affidandola al celebre architetto italiano Antonio Rinaldi.
Il palazzo venne costruito quindi in gusto italiano e modellato sulle forme della tipica "villa di delizia" italiana, sebbene le ricche ma non sterminate finanze dell'Orlov non gli consentirono di arricchire anche internamente la residenza così come era stato preventivato.
A cavallo tra gli anni '60 e '70 del XVIII secolo, inoltre, Orlov iniziò la costruzione del sontuoso parco "all'inglese", opera dei fratelli Charles e John Sparrow; dopo la morte di quest'ultimo dall'Inghilterra giunse a sostituirlo James Geket. Il lavoro venne completato negli anni '90 del medesimo secolo dallo zar Paolo I che ne era divenuto proprietario dopo la morte del conte Orlov.